# Frignano
Frignano é uma comuna italiana da região da Campania, província de Caserta, com cerca de 8.507 habitantes. Estende-se por uma área de 9 km², tendo uma densidade populacional de 945 hab/km². Faz fronteira com Aversa, Casaluce, San Marcellino, San Tammaro, Villa di Briano.

## Demografia
| Variação demográfica do município entre 1861 e 2011                               |
|                                                                                   |
| Fonte: Istituto Nazionale di Statistica (ISTAT) - Elaboração gráfica da Wikipedia |